# Élections municipales de 2001 à Nîmes
Les élections municipales à Nîmes ont eu lieu les 11 et 18 mars 2001.

## Premier tour
|                      | Liste          | Nombre de voix | Résultats |
| Alain Clary          | PCF - PS - PRG | 14 432         | 34,28 %   |
| Jean-Paul Fournier   | RPR - UDF      | 14 349         | 34,09 %   |
| Lucien Ruty          | FN             | 4 017          | 9,54 %    |
| Élizabeth Pascal     | MNR            | 2 463          | 5,85 %    |
| Jean-François Detrie | NÉC            | 2 402          | 5,71 %    |
| Jacky Sagnard        | DVD            | 1 940          | 4,61 %    |
| Christophe Jalaguier | DVG            | 1 036          | 2,46 %    |
| Paul Raynaud         | DVD            | 753            | 1,79 %    |
| Abdelkader Maada     | IND            | 703            | 1,67 %    |